# Hadramaut
|  | Per a altres significats, vegeu «Hadramaut (desambiguació)». |

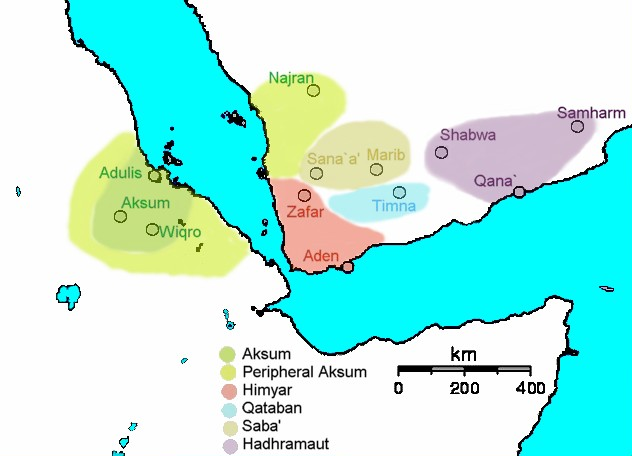
Mapa del regne d'Hadramut i els seus veïns al segle III

El Hadramaut (àrab: حضرموت, Ḥaḍramawt) és una regió del Iemen. Estrictament és el nom de la vall que va paral·lela a la costa sud d'Aràbia entre el 48 i el 59 graus est. En el sentit més ampli limita al nord amb el desert de Rub al-Khali, al sud amb el golf d'Aden, a l'est amb Mahra (la part oriental, el Wadi Masila, estrictament no és part de l'Hadramaut) i l'oest amb les terres dels Wahidi i Beihan. La forma hebrea del nom és Hazarmaweth; en grafia indígena apareix com hdrmt i en grafia sabea com hdrmwt, i derivaria de l'arrel drm (àrab diram = calor que crema) amb un prefix i un acabament femení.

## Hadramaut antic
Els hadrami van poblar Hadramaut i apareixen inscripcions a partir del segle viii aC. La referència més antiga exterior és a una inscripció sabea de Karab-il Watar datada a l'inici del segle vii aC que esmenta al rei dels hadramis, Yada-il, com el seu aliat. A partir del segle iv els mineus van agafar el control de les rutes de caravanes i els hadramis van esdevenir un dels seus confederats segurament per interessos comercials. Els mineus foren eliminats pels sabeus al final del segle ii aC i els hadramis van esdevenir altre cop independents.
Els principals centres foren Shibam i Tarim, ciutats mil·lenàries però les seves restes estan sota la ciutat actual; el mateix podria passar amb altres ciutats de la vall. L'únic lloc excavat metòdicament és Madhab al Wadi Amd al costat d'Hurayda, recerca iniciada el 1937. Altres excavacions s'han fet de manera menys sistemàtica com la de Shabwa, l'antiga capital, Mayfaat (15 km al nord de Mayfaa que fou un centre administratiu dins els sultanat Wahidi, Libna (39 km al nord de Bir Ali), i algun lloc de la vall de Djerdan o Djirdan al sud de Shabwa. A Zufar (Oman) s'ha excavat un temple a Khor Rori a la costa a uns 50 km a l'est de Salala però ja una mica fora dels límits més amplis de l'Hadramaut.
La capital era Shebwa, situada a la perifèria de la vall, al nord-oest, en un petit uadi que desaigua al Ramlat Sabatayn. La seva importància era deguda sens dubte a motius comercials, com a centre principal de la via comercial de l'encens, que es recollia a Mahra i arribava per caravanes que continuaven cap a la costa occidental d'Aràbia cap als mercats de la mar Mediterrània i Orient Mitjà. També devia ajudar l'existència d'unes salines a la rodalia. La ciutat era un centre del culte monoteista de Rahman, que va existir fins al segle vii, que tenia gran importància en el comerç de l'encens que estava sotmès a regles religioses estrictes.
Inicialment el país era politeista amb tres principals divinitats: la Lluna (Sin), el Sol, i Venus. A l'era cristiana es va imposar la religió monoteista de Rahman.
Les fonts gregues diuen que el país estava poblat pels chatramotitai. Es coneixen un gran nombre de reis de l'Hadramaut, tant de les inscripcions com a través d'altres fonts secundàries, però el seu orde cronològic no s'ha pogut establir amb seguretat. El regne d'Hadramaut hauria existir almenys des del segle v aC en forma organitzada, i tot i pertànyer als mineus del segle iv al II aC va conservar una independència interior absoluta. Els primers intents de conquesta dels Himyarites són del segle i aC i l'atac fou rebutjat; al segle ii l'Hadramaut va conquerir Qataban i va arribar al seu zenit; llavors va començar la penetració dels sabeus que al seu torn depenien dels himyarites. El primer rei sabeu que es va considerar sobirà de l'Hadramaut fou smr yhr's que figura a les fonts musulmanes com Shamir Yurish. No obstant ja abans s'havien establert possibles colònies sabees, ja que s'han trobat inscripcions sabees anterior al segle iii i que un rei que hauria governat a la meitat del segle iii exercia domini sobre les tribus de les muntanyes de l'Hadramaut, potser Shairum Awtar que hauria ocupat Shabwa vers el 225. Així doncs el segle iii l'Hadramaut va estar enfrontat a Sabà i Himyar i hauria deixat d'existir vers el final del segle iii o començament del IV quan els reis de Saba i Dhu Raydan (potser sota Shammar Yuharish) van incloure l'Hadramaut entre els seus dominis
Durant el període d'independència l'Hadramaut va tenir un paper en el sistema d'aliances entre els estats sud-aràbics, com testimonien els texts sabeus. Libna fou fortificada per defensar-se contra els himyarites (probablement una facció d'aquests que ocupava la costa a l'est de Mukalla); al segle vi, a la mort de Dhu-Nuwàs, fou fortificada Mwyt (Husn al-Ghurab). Les inscripcions que s'han trobat estan en una llengua anomenada hadramita, propera al sabeu, al mineu i al qatabanià, que serien tots dialectes d'una única llengua sud-aràbiga epigràfica.
Hadramaut fou el territori d'origen de la tribu dels kindes una part de la qual va fundar el regne de Kinda a l'Aràbia central.

## Època islàmica
Hadramaut estava governat pels kindes en temps de Mahoma. Al-Ashath ibn Kays o Wail ibn Hadjr (sembla que la visita fou del primer) va visitar Medina; Wail fou nomenat governador musulmà d'Hadramaut. Després ho fou Ziyad ibb Labid. Sembla que aquests governadors eren més propagandistes religiosos que caps polítics i que la conversió no fou immediata i es va allargar en el temps. El 685 es van introduir les idees kharigites quan es van establir a la regió un grup de partidaris de Nadjah ibn Amir al-Hanafi (coneguts com els Nadjiyya)
Sota el califat foren nomenats governadors a Sanaà, a al-Djanad i a Hadramaut. Es creu que el primer era el governadors principal i els altres dos eren com a subgovernadors; per això Hadramaut era considerat una mikhlaf (província) del Iemen. No obstant ja molt aviat apareixen poderosos senyors locals com emirs independents a al-Shir (o al-Shihr), territori que sota els abbàssides i durant l'alta edat mitjana fou considerat separat de l'Hadramaut.
El 747 es van introduir les doctrines ibadites a través d'Abu-Hamza al-Mukhtar ibn Awf al-Azdí (un dels seguidors d'Abd Allah ibn Ibad) i del notable local Abd Allah ibn Yahya al-Kindi que havia estat convertit durant una peregrinació. No se sap com i quan els ibadites van dominar part de la regió però el 943 al-Masudi diu que predominaven al Hadramaut i que no hi havia diferències ideològiques amb els ibadites d'Oman. Però és segur que no van dominar tota la regió: el Banu Ziyad o ziyàdides de Zabid, la dinastia representant originalment als abbàssides al Iemen, el primer membre de la qual fou Muhammad ibn Ziyad (nomenat governador del Iemen pel califa al-Mamun, califa del 813 al 833) van governar a la Tihama al segle ix i per causes incertes es van implicar també a l'Hadramaut, potser perquè Ibn Ziyad havia estat nomenat tanmateix governador d'aquesta regió; a la mort de Muhammad ibn Ziyad el 859 els seus successors van conservar el poder a Hadramaut fins a la caiguda de la dinastia el 1016. Degué ser sota la seva autoritat que alguns territoris van quedar dominats pels ibadites, cosa que va durar fins al segle xi quan els sulàyhides, que eren xiïtes i propers als fatimites egipcis, van dominar la regió, ocupant Aden el 1062 i altres regions poc després.
Llavors Hadramaut junt amb al-Shihr i territoris més occidentals com Abyan, Aden i Lahej, va passar a la dinastia dels Banu Man o mànides, descendents de Man ibn Zayda, designats governadors pels sulàyhides. El 1080 els Banu Man van refusar el pagament de l'impost o kharadj que s'havia acordat amb els seus sobirans i els sulàyhides van donar el govern d'Aden i fins a l'Hadramaut a una altra nissaga, els Banu Zurayr o zuràyides. Aquesta situació va durar fins a la conquesta aiubita del Iemen el 1171. En aquest moment les tribus de la regió van prendre el poder a l'Hadramaut. La família dels Banu Kahtan van dominar la major part de la regió amb centre a Tarim. A Shibam es van imposar els Banu l-Daar, i a Shihr i la costa els Al Ikbal. El aiubites a través del naib Uthman al-Zandjili, es van apoderar de part de la regió a partir del 1180, però els senyors locals van conservar el domini en algunes zones i en van sorgir d'altres. Progressivament les dinasties locals es van imposar (ja que els aiubites no tenien capacitat per dominar la situació) i es repartien Hadramaut al segle xvi. La principal dinastia era la dels Al Yamani que s'havia imposat a Tarim el 1224 i van conservar el control fins al segle xvi.
Els rassúlides, que van succeir als aiubites, van gaudir de pau al Iemen i van estar en disposició de dominar l'Hadramaut ja amb el primer sultà, al-Malik al-Mansur Umar (mort el 1249) i després amb el seu fill al-Muzaffar Yusuf (mort el 1296). Els rassúlides van dominar la costa fins al port de Zafar (avui a Oman) que va marcar el límit oriental de la influència rassúlida. Al-Shihr va esdevenir vassalla dels rassúlides. Dinasties locals van conservar l'interior. La dinastia dels habudis, fundada a Habuda, a Zufar, per Muhammad ibn Ahmed (mort el 1223) va disputar el poder a la costa als rassúlides. Sota Ahmad ibn Muhammad (1223-1230) i Idris ibn Ahmad (1231-1271) es van produir lluites però els rassúlides encara tenien el control, però amb Salim ibn Idrid (sobirà després del 1271) els habudis va prendre el poder a la costa d'Hadramaut (1274). Els habudis van saquejar la regió i els rassúlides no van poder reaccionar immediatament; la dinastia local d'al-Shihr fou amenaçada per retirar el reconeixement a la dinastia del Iemen. Finalment una expedició rassúlida que va sortir de Taizz, va arribar fins a Zafar i va reconquerir l'Hadramaut, destruint als habudis.
Al segle xv els Banu Tahir van succeir a la dinastia rassúlida. Per un temps l'Hadramaut va quedar sota la seva autoritat. A al-Shihr la dinastia local fou substituïda per la dels kathiris, un grup tribal originari de Zufar, lleial als Banu Tahir; la segona meitat del segle xv els kathiris, es van apoderar de l'interior del país i al segle XVi es van imposar a Tarim. Quan van esclatar lluites civils entre els kathiris, una de les faccions va cridar en el seu ajut a tribus yafis que vivien al nord-est d'Aden. Acabada la guerra les tribus yafis van romandre a l'Hadramaut especialment als ports d'al-Shihr i al-Mukalla.
Durant el segle xvi portuguesos i turc disputaven l'hegemonia a l'oceà Índic i alguns ports foren ocasionalment atacats i ocupats per un temps.

## Quaitis i kathiris
A partir del segle xvii les lluites entre els yafis, amb dues faccions o clans (els al-Qassadi o al-Kasadi de Mukalla, i els al-Quaiti d'al-Shihr), i els kathiris, fou constant. A la segona meitat del segle xviii el dai makràmida de Nadjran, Hasan ibn Hibat Allah (mort el 1775) va conquerir Hadramaut temporalment.
Al segle xix el nakib kasadi de Mukalla, davant l'amenaça otomana (els turcs es volien establir al port i ho van provar el 1850 i el 1857) va demanar la protecció britànica (amb cessió del port) que fou refusada. El 1863 i 1873 els britànics van signar tractats amb el nakib per l'abolició de l'esclavatge (l'esclavatge era important i el capità Haines va veure 700 joves nubis a la venda el 1834 en un sol mercat). El 1866 Umar Ben Awadh al-Quaiti, del clan quaiti de la tribu dels yafi, que havia servit a l'exèrcit del nizam d'Hyderabad després del 1830, va tornar a l'Índia i abans del 1878 va aconseguir que els kasabis li venguessin la meitat de Mukalla. El 1878 el nakib amenaçava de cedir la seva meitat a Turquia, França, Itàlia o Zanzíbar o a qui la volgués, excepte els quaiti. El 1880 el govern britànic de l'Índia va decidir donar suport als quatis i el 1881 el nakib kasadi se'n va anar a viure a Zanzíbar pensionat pels britànics i Umar va prendre possessió del port. El 1902 va ser reconegut sultà i Mukalla va esdevenir la capital oficial del sultanat.
Els kathiri van conservar l'interior d'Hadramaut i van tenir per capital Seiyun.

## Protectorat britànic
L'estat Quaiti de Shihr i Mukalla (després de 1954 Sultanat Quaiti d'Hadramaut) va existir fins al 1967 dins el protectorat Oriental d'Aden, quan va passar a formar part de la República Popular del Iemen del Sud.

## Època moderna
Després del 1967 va formar una de les set governacions del Iemen del sud (la V). Això va durar fins al 1980 quan se li va incorporar la governació VI, Thamud, mentre la VII, Mahra va passar a ser la VI. El 1990 es van fusionar els dos Iemens; la governació V va passar a ser el 1998 la governació d'Hadramaut amb una població de 871.202 habitants i 167.280 km i capital (com abans) a al-Mukalla.

## Llista de reis
- Diversos reis
- Yada'il I vers 380-370 aC
- Shahr Alhan
- Malik Karib
- Yada'il Bay'in I
- Yada'il II vers 340-320 aC
- A Qataban vers 320-150 aC
- 'Il'add Yalut segle i aC
- Diversos reis
- Rabb Shams I vers 110-125
- Yada'il Bay'in II vers 125-150
- Yada'ab Gailan I vers 150-160
- ‘Ilriam Yadum vers 160-170
- Rabb Shams II vers 170-190
- ‘Illazz vers 190-200
- ‘Illazz Yalut ben Amhadar vers 200-230
- Un o més reis
- Yada'ab Gailan II ben Umain vers 260-280
- Yada'il Bay'in III vers 280-300
- Sharakhil vers 300-320
- Rabb Shams III vers 300-?
- A Himyar vers 320